# Staszów (gmina)
Staszów – gmina miejsko-wiejska w województwie świętokrzyskim, w powiecie staszowskim. W latach 1975–1998 gmina położona była w województwie tarnobrzeskim.
Siedziba gminy to Staszów.
Według danych z 30 czerwca 2009 gminę zamieszkiwało 26 205 osób. Natomiast według danych z 31 grudnia 2019 roku gminę zamieszkiwało 25 599 osób.

## Współczesne części gminy
Poniżej w tabeli 1 miejscowości będące integralną częścią gminy Staszów (2612075) z aktualnie przypisanym im numerem SIMC (zgodnym z Systemem Identyfikatorów i Nazw Miejscowości) z katalogu TERYT (Krajowego Rejestru Urzędowego Podziału Terytorialnego Kraju).

| SIMC    | Nazwa               | Rodzaj  |
| ------- | ------------------- | ------- |
| 0807300 | Czajków Południowy  | wieś    |
| 0807317 | Czajków Północny    | wieś    |
| 0807323 | Czernica            | wieś    |
| 0807346 | Dobra               | wieś    |
| 0807352 | Gaj Koniemłocki     | wieś    |
| 0807369 | Grzybów             | wieś    |
| 0807375 | Jasień              | wieś    |
| 0807412 | Koniemłoty          | wieś    |
| 0807429 | Kopanina            | wieś    |
| 0807435 | Krzczonowice        | wieś    |
| 0807441 | Krzywołęcz          | wieś    |
| 0807458 | Kurozwęki           | wieś    |
| 0807464 | Lenartowice         | wieś    |
| 0807470 | Łaziska             | wieś    |
| 0807501 | Łukawica            | wieś    |
| 0807518 | Mostki              | wieś    |
| 0807524 | Niemścice           | wieś    |
| 0807530 | Oględów             | wieś    |
| 0807547 | Poddębowiec         | wieś    |
| 0807553 | Podmaleniec         | wieś    |
| 0807560 | Ponik               | wieś    |
| 0807576 | Sielec              | wieś    |
| 0807582 | Smerdyna            | wieś    |
| 0807599 | Stefanówek          | wieś    |
| 0807607 | Sztombergi          | wieś    |
| 0807613 | Wiązownica Duża     | wieś    |
| 0807620 | Wiązownica-Kolonia  | kolonia |
| 0807636 | Wiązownica Mała     | wieś    |
| 0807642 | Wiśniowa            | wieś    |
| 0807659 | Wiśniowa Poduchowna | wieś    |
| 0807688 | Wola Osowa          | wieś    |
| 0807694 | Wola Wiśniowska     | wieś    |
| 0807719 | Wólka Żabna         | wieś    |
| 0807725 | Zagrody             | wieś    |
| 0807731 | Ziemblice           | wieś    |

## Struktura powierzchni
Według danych z roku 2002 gmina Staszów obejmuje obszar 225,86 km², w tym:
- użytki rolne: 59%
- użytki leśne: 34%

Gmina stanowi 24,42% powierzchni powiatu.

## Demografia

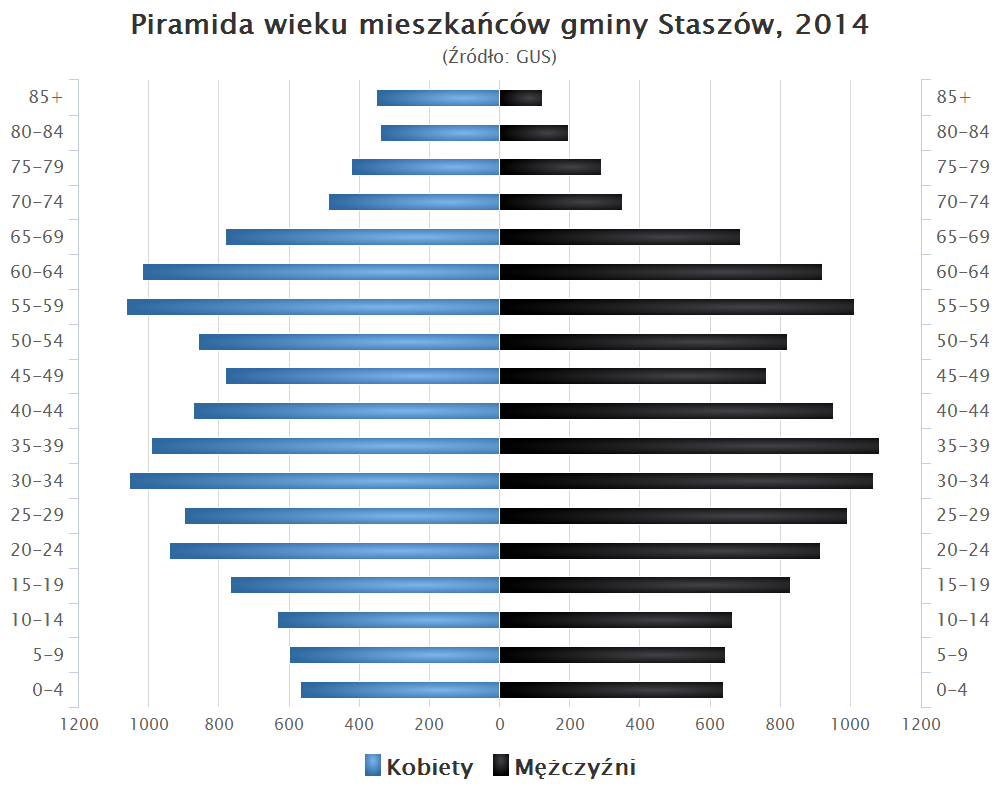
Piramida wieku mieszkańców gminy Staszów w 2014 roku

Dane z 31 grudnia 2009:
| Opis                              | Ogółem | Ogółem | Kobiety | Kobiety | Mężczyźni | Mężczyźni |
| --------------------------------- | ------ | ------ | ------- | ------- | --------- | --------- |
| jednostka                         | osób   | %      | osób    | %       | osób      | %         |
| populacja                         | 26 131 | 100    | 13 343  | 51,1    | 12 788    | 48,9      |
| gęstość zaludnienia (mieszk./km²) | 115,7  | 115,7  | 59,1    | 59,1    | 56,6      | 56,6      |

## Budżet
Rysunek 1.1 Dochody ogółem w GiM Staszów w latach 1995-2010 (w zł)
| WYSZCZEGÓLNIENIE               | J. m. | ROK         | ROK          | ROK          | ROK          | ROK          | ROK          | ROK          | ROK          | ROK          | ROK          | ROK          | ROK           | ROK           | ROK           | ROK           | ROK           |
| WYSZCZEGÓLNIENIE               | J. m. | 1995        | 1996         | 1997         | 1998         | 1999         | 2000         | 2001         | 2002         | 2003         | 2004         | 2005         | 2006          | 2007          | 2008          | 2009          | 2010          |
| ------------------------------ | ----- | ----------- | ------------ | ------------ | ------------ | ------------ | ------------ | ------------ | ------------ | ------------ | ------------ | ------------ | ------------- | ------------- | ------------- | ------------- | ------------- |
| Dochody ogółem                 | zł    | 8 680 709,- | 17 441 195,- | 21 306 653,- | 25 522 371,- | 25 547 521,- | 29 999 045,- | 36 108 204,- | 33 228 771,- | 34 794 314,- | 39 397 738,- | 42 131 217,- | 45 268 831,36 | 48 028 125,47 | 53 218 599,02 | 57 677 587,58 | 65 186 052,30 |
| ZNAK                           | ±     | +           | -            | +            | -            | +            | +            | +            | -            | -            | -            | -            | +             | +             | +             | +             | +             |
| Deficyt/nadwyżka budżetowy(-a) | zł    | 468 767,-   | 293 425,-    | 1 452 604,-  | 632 013,-    | 95 895,-     | 1 967 502,-  | 817 830,-    | 373 085,-    | 1 688 664,-  | 1 580 866,-  | 540 684,-    | 5 541 140,60  | 1 147 973,57  | 1 105 303,22  | 6 107 274,01  | 6 998 784,10  |
| ZNAK                           | Σ     | =           | =            | =            | =            | =            | =            | =            | =            | =            | =            | =            | =             | =             | =             | =             | =             |
| Wydatki ogółem                 | zł    | 9 149 476,- | 17 147 770,- | 22 759 257,- | 24 890 358,- | 25 643 416,- | 31 966 547,- | 36 926 034,- | 32 855 686,- | 33 105 650,- | 37 816 872,- | 41 590 533,- | 50 809 971,96 | 49 176 099,04 | 54 323 902,24 | 63 784 861,59 | 72 184 836,40 |

 Rysunek 1.2 Wydatki ogółem w GiM Staszów w latach 1995-2010 (w zł)

Według danych z roku 2010 średni dochód na mieszkańca wynosił 2 499,75 zł (tj. — stan na 31 XII; przy 2 496,59 zł w zestawieniu na 30 VI); jednocześnie średnie wydatki na mieszkańca kształtowały się na poziomie 2 768,14 zł (tj. — stan na 31 XII; przy 2 764,64 zł w zestawieniu na 30 VI).

## Sołectwa
Czajków Południowy, Czajków Północny, Czernica, Dobra, Gaj Koniemłocki, Grzybów, Jasień, Koniemłoty, Kopanina, Kurozwęki, Krzczonowice, Krzywołęcz, Lenartowice, Łaziska, Łukawica, Mostki, Niemścice, Oględów, Poddębowiec, Podmaleniec, Ponik, Sielec, Smerdyna, Stefanówek, Sztombergi, Wiązownica Duża, Wiązownica Mała, Wiązownica-Kolonia, Wiśniowa, Wiśniowa Poduchowna, Wola Osowa, Wola Wiśniowska, Wólka Żabna, Zagrody, Ziemblice.

## Sąsiednie gminy
Bogoria, Klimontów, Osiek, Raków, Rytwiany, Szydłów, Tuczępy